# Cloniophorus noiroti
Cloniophorus noiroti là một loài bọ cánh cứng trong họ Cerambycidae.